# Myskelos
Myskelos (altgriechisch Μύσκελος Mýskelos, lateinisch Myscelus) ist eine Gestalt der griechischen Mythologie und der Sohn von Alemon.
Laut Ovids Metamorphosen lebte er in Argos. Eines Nachts erschien Myskelos im Traum der zum Gott gewordene Herakles und befahl ihm seine Heimat zu verlassen und sich zum fernen Aisar zu begeben und drohte ihm Strafe an, wenn er dem Befehl nicht Folge leisten würde. Demgegenüber stand jedoch das Gesetz der Ortsgebundenheit, das jedem bei Todesstrafe verbot, sich eine neue Heimat zu suchen.
Nachdem ihm der Gott ein zweites Mal im Traum erschien und noch höhere Strafen androhte, entschloss sich Myskelos sofort die Stadt zu verlassen. Daraufhin wurde er verhaftet und vor Gericht gestellt. Das Urteil wurde durch schwarze und weiße Steine entschieden, die in eine Urne geworfen und danach gezählt wurden (schwarz = schuldig, weiß = unschuldig). Um der Todesstrafe zu entgehen, betete Myskelos zu den Göttern und nachdem die Urne geleert wurde, waren alle Steine weiß.
So verließ Myskelos Argos und machte sich auf zum Fluss Aisar in Italien. Hier gründete (Oikistes) er unweit eines Hügels, unter dem die Gebeine des Helden Croton begraben liegen, eine Stadt und nannte diese nach dem Namen des Bestatteten: Kroton (heute: Crotone). Zu seinen berühmtesten Einwohnern gehört Pythagoras.